# 普通の女子校生が【ろこどる】やってみた。
『普通の女子校生が【ろこどる】やってみた。』（ふつうのじょしこうせいがろこどるやってみた）は、小杉光太郎による日本の4コマ漫画作品。『まんが4コマぱれっと』（一迅社）2011年10月号から12月号までゲスト掲載された後、2012年4月号より2022年4月号まで連載された。話数のカウントは「〇〇 stage」。
2014年にテレビアニメ化され、7月から9月にかけてTBSテレビほかにて放送された。

## ストーリー
一年目・春
地方の小都市・流川市に住む女子高生・宇佐美奈々子は市役所に勤務する叔父に懇願され、町おこしを目的とした動物園でのステージショーに出ることとなった。そこで出会った高校の先輩、小日向縁もステージに出演するという。縁のアドバイスもあって無事にステージをやり遂げた奈々子は、これをきっかけに縁とコンビで流川市をPRするローカルアイドル（ロコドル）「流川ガールズ」としてイベントやケーブルテレビへの出演などの活動をこなし、市民の血税から生まれた報酬（時給1000円）を得るようになる。
着ぐるみの作成が遅れていたゆるキャラ「魚心くん」と中の人を担当する三ケ月ゆい（起案そのものはロコドルと同期）と、叔父の部下である西深井沙織がマネージャーとして加わり、プロジェクトは本格化する。
一年目・夏
奈々子たちの通う流三女子の制服が夏服に替わった頃、沙織の発言で将来について語りあった奈々子たちは「全国テレビデビュー」という目標を立てる。その10秒後、魚心くんが「全国ゆるキャラ大運動会」にエントリーしたと沙織から連絡があり、バーターながら流川ガールズも出演するため、全員での全国デビューがあっさり実現した。
3人で地元の神様に必勝祈願と言いつつも、3人とも勝つことは祈らずに迎えた大運動会当日。流川市のアピールタイムでは、相変わらず「なにゃこ」と噛んでしまった奈々子はさておき、魚心くんは相手の自滅が連続し、4位での予選突破となった。決勝戦（後半戦）で、トップのたまホッシーくん（従来のデザインを無視して国体レベルのマッチョが中の人）と対戦した魚心くんはムーンサルトプレスでこれを破るも、ゆいの体力が続かず最終競技は棄権する。4位でのフィニッシュとなり、そのまま優勝したたまホッシーくんを唯一破ったことで敢闘賞を受賞した。しかし、奈々子たちはまるで優勝したように大喜びする。
後日、奈々子が噛んでしまう姿や魚心くんの勇姿が全国テレビで放送される。
（単行本第1巻ここまで）
一年目・秋
流三女子が冬服に戻る頃には、市内でのさまざまな活動を経て、流川ガールズと魚心くんは流川市民に着実に支持されるようになってきた。3年生のゆいには進路や卒業の都合で時間の制約ができることと、運動会用に作成した軽量化魚心くんを有効利用するため、中の人の増員が決められ、流三女子1年の名都借みらいがメンバーに加わる。そのみらいと同中の奈々子の友人野田からの懸念で、自分（たち）がロコドルに選ばれた理由を叔父に問い詰める奈々子は「無難で安全、あと俺の姪だから」との説明にショックを受けるが「だがベストの人選だと思っている」とも激励される。
沙織から、今度は流川ガールズをメインとする「ろこどるサミット（アニメではろこどるフェスタ）」への参加を打診されると、奈々子は即決で快諾。しかし、そこで披露する曲を自分たちで作ることも求められ、奈々子はメインの作詞担当となった。まず詞ができてから、というプレッシャーに日頃からボケ体質の奈々子は物理的にボロボロになるほど動揺するが、野田たちの助言に心機一転し、縁のサポートの甲斐あって詞を書き上げる。さんざん待たせた挙げ句みらい・縁・ゆいがあっさり修正・作曲・振付を完成させるので頭を抱えた奈々子だったが、完成した新曲は沙織が聞き惚れるものだった。
叔父は大々的に発表しようとするが、奈々子たちは広報よりも地元への感謝と貢献を優先し、直後のイベントで発表したいと懇願し、叔父もそれを認める。
（単行本第2巻ここまで。アニメ版はこれ以降は事実上のオリジナルストーリー）
一年目・冬
普段の衣装（半袖）ではステージが辛い季節になり、奈々子のデザインで流川ガールズに新しいコスチュームが手配された。これにより、寒季での屋外ステージも可能になったことで、沙織はかねてから温めていた、市外への遠征ライヴ計画を決行する。流川市が市外で行う出展イベントに同行することで市の予算で交通費を賄いつつ、ステージでの経験を積ませる日帰り遠征で、奈々子たちは現場で流川市の特産品の販売も行った（時給も出た）。
市外のロコドル、グラスキュートや日立木たま子と出会い、自分のロコドルとしての拙さにしょげる奈々子だったが、縁に励まされて調子を取り戻し、堂々とステージに立った。
ろこどるサミットの日を迎え、市外遠征を経て成長した（主に物販スキルが）流川ガールズは悪夢にうなされながら現地入りする。ゆいやみらい、野田たちや奈々子の両親、海外から縁の兄まで駆けつけ大応援団が見守る中、自分たちで作った新曲を歌いきった奈々子たちは、その応援団もステージ上に招き入れて流川市歌（アニメの『あぁ流川』とは違う歌）を全員で熱唱。入賞は逃したものの、共に歌った流川市民は満足して奈々子たちを迎えている。
12月24日、期末テストが終わった奈々子と野田たちは、野田の家でクリスマスパーティーを開く。パーティー最後のイベントとして、奈々子はサンタの衣装で、25日が誕生日の縁宅へ送り出されるが、パーティー前に買っていた縁へのプレゼントを野田宅に忘れてしまう。ロコドルとして有名にはなっても中身は相変わらずボケ気味の奈々子に、野田たちは安堵した。本人不在の縁宅前でプレゼントを忘れたのに気づき、縁とも連絡がつかず一旦戻ろうとした奈々子だったが、帰宅してきた縁に遭遇。屋内に招き入れられた奈々子は、日付が変わっていたので言葉だけでもと祝意を伝え、そのまま二人で朝まで楽しく過ごす。朝になって、ゆいとみらいが縁のマンションを訪れ、奈々子の忘れたプレゼントを持って野田たちも合流し、改めて全員で縁の誕生日を祝った。
年が明けた後、みらいたちに応援されつつ、声優養成所の試験を受けたゆいはこれに合格。流三女子校も卒業したことで、筆頭を解いて現場に出るように。
（単行本第3巻ここまで）
（なお、同じ時期にグラスキュートのリーダー伊勢見りのんは大学卒業、グラスキュートも脱退し上京。ゆいと同じ声優養成所に通い始めた）
二年目・春
連絡ミスから沙織・縁・ゆいを欠いてのステージとなったが、ゆいに体力で劣るみらいをフォローしつつ一人でもステージをやり遂げた奈々子に、叔父は時給50円（日当換算で400円）アップを決定した。後日、今度は奈々子とみらいを休ませ、縁とゆいと沙織でイベントをこなしている姿を目の当たりにした、野田に連れ出された奈々子と合流したみらいは、自分たちももっとしっかりしようと反省する。しかし、自己評価はどうあれ奈々子が努力している姿を見ていた野田は、自分には向かないと一度は断った生徒会に、奈々子に刺激され志願入りする。
別々の仕事が入ったり、学校での昼休みは野田たちを優先したりで、本人曰く「ななちゃん成分」が不足していた縁は、自分の誕生日を祝ってもらったお返しにと、奈々子の誕生日を盛大に祝おうと計画する。直接打診された奈々子はケーキや小物など無難なレベルで収めたがったが、沙織のバックアップの下、奈々子の誕生日サプライズイベントの準備が始まった。流川市内に広報はなされた模様だが、奈々子本人は「市の予算で個人の誕生日を祝ったりしないだろう」と楽観していたため、まったく気づかずに当日を迎えている。
流川ガールズのステージイベントが終わり、一度退場してお色直しした奈々子はステージに戻され、帰っていなかったお客さん達と対面。来場者は奈々子に誕生日プレゼントを渡し、奈々子は笑顔と握手で応える、お渡され会（縁命名）が開催された。野田たちや菫や両親、和菓子屋のご主人や市外から駆けつけたグラスキュートのリーダーなどなどに、盛大に祝福された奈々子は、驚きに放心しつつも感謝の言葉を伝え、お渡され会は賑々しく終了。縁はケーキも用意しており、サイズこそウェディングケーキにはならなかったが、奈々子と二人で入刀している。
笑顔の奈々子に太田がプレゼントとして渡したのは、市内屈指の大きさを誇る流川市民文化会館を会場とした「流川ガールズ一周年ライブ」の企画書だった。演目は奈々子たちに委任するとのことで、縁と二人で話しあうもアイディアがまとまらず、美里の提案で合宿することになった。縁宅にみらいも交えて泊まり込み、一周年ライブの演目などを相談。最終日が誕生日だったゆいも合流して、それを祝いつつ楽しく、だが真面目に打ち合わせた。
そして迎えた一周年ライブ当日。もはや恒例で「なにゃこ」と噛んだご挨拶で始まり、魚心くんを交えての劇（みらい脚本）や生ライブは、演じた当人たちは緊張で客もあまり見えていなかったが、流川市内外から集まった観客は老若男女を問わず熱狂。大盛況で幕を下ろした。が、「お客さんと触れあってこそろこどる」と奈々子が言いだし、会場から帰る客を流川ガールズと魚心くんがお送りする追加イベントを行い、熱気醒めやらなかった客たちと直接触れ合った。
祭りが終わり、共に過ごした一年は、縁がパートナーだったから続けられたと告白する奈々子に、縁も笑顔で応えた。
（単行本第4巻ここまで）

## 登場人物

### アイドル町おこし計画スタッフ
表題は第3巻21ページ太田企画案より。
宇佐美 奈々子（うさみ ななこ）
声 - 伊藤美来
本作の主人公。流川第三女子高等学校に通う1年生。誕生日は4月21日。身長：158cm、体型：標準的、趣味：特になし、特技：カラオケ（叔父のレポートより）、左利き。
肩書きは「流川市の宣伝本部長」（アニメでは「の」がない名刺を使っている）。
叔父に頼まれ（半ば騙され）て、流川市を宣伝するためのろこどる（ローカルアイドル）をやることになってしまう。最初は乗り気ではなかったが、徐々にこれを楽しむようになる。小さい頃はアイドルになるのが夢だった。
基本的に真面目で、何事も「適当に済ます」のが嫌いな性格である。滑舌が悪いわけではないが自己紹介時に「なにゃこ」と噛んでしまうのがお約束となっている。
学校の勉強は現代国語を苦手(このため新曲の作詞で苦労する羽目となった)とする以外はできる方で、テスト前には野田、さつき、美里に頼られるほどだが、野田には「その割に頭が良さそうには見えない」と言われる。ただし勉強の教え方は擬音を交えた直感的なもので、教え方も成績もみらいの方が上手である。美術もセンスについては難があり、冬用衣装のデザイン画では沙織に「あらゆる意味で難解」と評された。
初めての時給をいつもらえるかを気にしたり、オリジナル曲の印税収入の話でクラクラするなど、お金に関することには結構ちゃっかりしている。
長らく時給1,000円だったが、ある時、市役所のミスで縁・ゆい・沙織の不在時、みらいと2人（+叔父さん）でのイベントを四苦八苦ながらこなしたことで成長を認められ、2年生となる新年度より時給50円アップを勝ち得た。
父・達也、母・智子と3人暮らし。祖母（智子の言動からして母方）が遠方で健在。喋れる年代の甥もいる。
小日向 縁（こひなた ゆかり）
声 - 三澤紗千香
流川第三女子高校2年生で奈々子の先輩。彼女と「流川ガールズ」を組んで活動する。誕生日は12月25日。B：90（E）、W：59、H：88。
肩書きは「流川市を応援し隊・隊長」。原作では、祖父を除く男性親族と第28話でのみ沙織の台詞、単行本書き下ろし口絵一箇所、加えて掲載誌でのキャラ紹介でしか漢字では書かれず、ほぼ一貫して「ゆかり」とひらがなで表記されている（沙織については、15話や36話ではひらがなで呼んでいるため、28話が誤植と思われる）。
資産家の元市長の孫という「本物のお嬢様」で、容姿端麗・スタイル抜群・学業優秀と奈々子や菫に「完璧超人」と言わしめる。が、それゆえに別世界の住人すぎて近付きづらいと見られ、親密な友人がいなかった。いとこの菫以外では初めて自室に招き入れた奈々子に、どうもてなして良いのかわからず暴走するなど、弱い面もある。風邪で発熱した際も、幼児退行じみたワガママや強がりや甘えを見せたりと、完璧でない自分を認識している。
奈々子に言わせるとおばあちゃん気質で、来客には手作りのお菓子を際限なく振る舞う。孫顔と言われる奈々子が初めて縁の自宅を訪問した際にはケーキを最終的に6個食べさせ、野田には「あの環境は確実に太る」と嘆かれた。おもてなし好きの本人の性格を物語っているが、奈々子が帰った後の室内に寂しさを感じていたことから、自宅への訪問者を帰すまいとする内心が見られる。
家の方針でいろいろなアルバイトを経験しており、ロコドルとなる前に、着ぐるみで風船配りしていた折に、当時中学生の奈々子と出会っている。しかし、流川ガールズ結成後は、アイドル活動だけでなく高層ビルの窓ふきや害虫駆除など、結果として様々な経験ができているので、他のバイトは行っていない様子。
おっとりした性格だが、少々天然ボケなところが難点。奈々子が絡むなら権力や財力の行使にも抵抗がなく、帰宅時間が遅くなったからとタクシーを呼ぼうとするのは序の口、遅刻をもみ消そうかと打診したり、奈々子の誕生日ケーキのために牧場から材料まで厳選しようと意気込むなど、天然では済まされない世間ズレも見られる。学校では眼鏡をかけるが、アイドル活動の際はコンタクトレンズをしている。
ゆいやみらいほどではないが、客前でろこどるをすることに緊張や恥じらいが無いわけではなく、まれに裸眼でステージに立ち、わざと視界をぼやけさせて集中力を高めるという手段をとることがある。
高層マンションのワンフロア使って独り暮らしをしている。両親曰く、このマンションは「ゆかりが悪巧みをするために買い与えた」。既婚の兄が（登場している分では1人）いる。将来は親の勧めもあることから海外留学をし、経験を元に地元に恩返しをしたいと考えている。
三ヶ月 ゆい（みこぜ ゆい）
声 - 吉岡麻耶
18歳。流川市のゆるキャラ「魚心くん」の中の人を担当している子。奈々子たちと同じ流川第三女子高校の3年生だが、「芸の世界に入ったのが遅かった」という理由で奈々子たちに対して敬語を使う。背は小さいが巨乳の持ち主。また、魚心くんを着たまま宙返りをするなど、身体能力が極めて高い。声優志望だが人に見られると緊張するので、周囲の視線になれるため着ぐるみのバイトを行っている。
性格は冷静ではないが沈着で、ときどき悪意もなく毒を吐く。卒業後の進路として声優養成所を早くから選んでいたため、進路に悩む自分のクラスからは距離を置いたり、日頃からボケたり空回りしがちな奈々子へのフォローもできるため、奈々子や沙織からは「大人」と評される。単行本第3巻ラストで念願の声優養成所へ合格し、流三女子を卒業した。
長さはショートヘアだが、髪の毛全体を後頭部でまとめ上に突き立たせるような髪型 (奈々子に言わせると「筆頭」) 。身長が低すぎるため頭の上にクリップなどを落とされることがあり、尖らせていれば頭上には残らないという理由からだが、人ごみに埋もれても見つけやすい・魚心くんの中でも髪が乱れないなど実利的な面もあった。また、頂点部分で見るなら、みらいよりも身長が高く見えるという効果もある（実際の数値は不明だが2人が並んでいるコマではみらいのほうがわずかに背が高いのが確認できる）。しかし、流三女子を卒業したのを契機に髪を結うのをやめ、ほどいて現場に出るようになったが、その後もイベントで気合いを入れる際には「筆頭」とする事がある。
祖父母・両親・弟妹3人の大家族の長女。妹の加奈、2人の弟・明、サトシからは「姉ちん」と呼ばれている。祖父は自宅に陶芸窯を作っている。
苗字の由来は千葉県松戸市の大字「三ケ月」から。
名都借 みらい（なづかり みらい）
声 - 水瀬いのり
「魚心くん」の中の人を担当しているもう1人の女の子。誕生日は2月10日。
流川第三女子高校の1年生で、ゆいとは部活動（演劇部）の先輩後輩の関係でもある。中学時代や高校一年を通しては学年トップの成績で歌も上手だが、人見知りが激しい。みらい絡みのイベントはタイミングが悪く、何かするたびに次のイベント（本番や授業）に遅れかかることが多い。魚心くんの中の人の条件である身長146センチ以下で、沙織の見立てではB69cmのAカップと奈々子が安心するほどの貧乳である。
登場当初は、奈々子に話しかけられてもゆいの後ろに隠れていたが、原作ではいつの間にか奈々子と仲良くなっている。アニメでは動機づけが強化され、魚心くんの中の人としての活動を通じて奈々子と打ち解ける姿が第8話をまるまる使って描かれた。なお、アニメでは、同じ中学出身の野田が冗談交じりながら、みらいが流川ガールズに加入するならセンターが務まり、奈々子がアイドル的な意味で「卒業」しても流川ガールズは活動を継続できるという主旨の評価をしている。
もともと脚本や演出に興味があり、裏方として演劇部に入部したが、ゆいに「演者の気持ちを理解するいいバイトがある」と、魚心くんの中の人を勧められた。アニメ版では、周囲に対する細かい心配りが評価されての推薦とされている。
宙返りこそできないが（アニメでは試して負傷した）、ゆいに代わって魚心くんの中の人が務まる運動神経は有している。空手の経験もあり、錯乱して野田に数日後までダメージが残るチョップを打ち込むなどパワフルな一面も見られる。
家族構成は73話で初めて明らかになり、教員の父となんらかの職を持つ母がいる。
苗字の由来は千葉県流山市の大字「名都借」から。
西深井 沙織（にしふかい さおり）
声 - 下田麻美
流川市役所ふるさと振興課に勤める女性で、奈々子の叔父の部下。「流川ガールズ」や、ゆい・みらいのマネージャー的存在。女の子大好きな元コスプレイヤー。
ユニット名すら決まっていない初舞台の奈々子と縁を、市役所職員として手伝いにかり出された際に見初め、マネージャー役に志願した。
非常に有能で、「仕事が早い」「指示が的確」「絶対無理な仕事は入れない」と奈々子たちの信頼も厚い。
一方で、私物のデジカメで撮影した画像や、間近で見聞きした情報を中心に、「流川ガールズ非公式ファンサイト」を立ち上げるなど立場的にはグレーな行動もある。
奈々子たちの着用後の衣装に執着するなど、若干変態的な嗜好があり、実際にその行動の痕跡から奈々子に「変態さん」「ストーカー」と間違われた（沙織だとは気付かれていない）。
流川第三女子高校OBで生徒会役職経験者。友人の梅郷あいは当時からの付き合いで大学時代には共に声優オーディションを受け、あいは合格し声優になったが、自身は不合格。「夢見がちな願望で踏み込む場所ではなかった」と諦め、流川市役所に就職した。しかし、イベントで子供たちの後方から子供の声を出しても奈々子に気づかれないレベルの演技力はある。
太田に「新人」と紹介されていること、ゆいに「（大学時代が）年齢的にそんな前じゃない」と言われていることなどから、20代前半から中頃と思われる。
苗字の由来は千葉県流山市の大字「西深井」から。
太田 貢（おおた みつぐ）
声 - 室園丈裕
奈々子の叔父で母、智子の弟。流川市役所ふるさと振興課の係長で沙織は部下。このアイドル町おこし計画の起案及び責任者。
大学まではバンド活動をしており、流川ガールズの楽曲も作っていた。プロデビューは断念したが、流川ガールズが到着するまで間を持たせる演奏ができる腕を維持している。その当時はロン毛だったが、作中では前髪がだいぶ後退している。

### クラスメイト・友人・親族
野田 硝子（のだ しょうこ）
声 - 井澤詩織
奈々子のクラスメイト。元気がよくパワフルな性格で少々口が悪く、思った事を口を出すタイプ。なんだかんだ言いながらも、奈々子のろこどる活動を生温かく見守っている。「帰宅部のエース」を自称し、アイドルの追っかけなど趣味に没頭していたが、当初向かないと思っていた奈々子がロコドルとして成長していく姿に触発され、さつきを(手伝ってもらうために)巻き込んで生徒会入りする。81話で菫の後任の生徒会長に就任した。みらいとは同じ中学。アニメでは入学したてのクラスで、(同じ中学がいない)ぼっち同士を巻き込んだ(奈々子、さつき、美里との)友達4人組の馴れ初めが描かれている。
苗字の由来は千葉県野田市から。
柏葉 さつき（かしわば さつき）
声 - 井澤美香子
奈々子のクラスメイト。文芸部所属。野田より頭1つ長身だがおとなしく物静か、腰が低くよく謝る性格で口癖は「ごめんなさい」。野田、美里とよく一緒にいる事が多く、パワフルな野田に引っ張られながらも本人は満更でもない様子。後に野田に(生徒会を手伝ってもらうために)手を引っ張られる形で生徒会に加入した。実は友達４人組の中でも一番背が高いためか、身長が高いことを気にしており、なるだけ目立たないように工夫している。
苗字の由来は千葉県柏市の町名「柏の葉」から。
水元 美里（みずもと みさと）
声 - 津田美波
奈々子のクラスメイト。やや粗暴な口調のポニーテール。原作カラーページでは赤毛だが、アニメでは黒髪に変更された。愛称は「みさきち」。
ソフトボール部所属で、レギュラーにして次期主将候補のため、野田の生徒会入りに巻き込まれるのを免れた。ノリと面倒見は良く、２年次からは新入部員の世話係も担当し、その縁で三ヶ月かな（後述）とも親しい。奈々子は当人が「甘いの苦手」と知っているが、校内での人気は高いようで「バレンタインにはチョコがたくさんもらえた」と涙目だった。
スポーツしている割に爪が長かったり、往来で煎餅をかじったりとガサツな性格で、野田などにはよく手が出るため、兄たちから「女らしくしろ」と言われ、女子力維持のため髪を伸ばしている。
苗字の由来は東京都葛飾区の町名「水元」から。
美原 菫（みはら すみれ）
声 - 松井恵理子
縁のいとこでクラスメイト。縁とは「ゆーちゃん」「すーちゃん」と呼び合う仲。奈々子と縁が揃うと「ボケとボケの夫婦漫才」と呼んでツッコミ役に回る。
縁は二年次に生徒会入りのオファーがあったが「バイト優先」という家の方針に従い断ったため、代わって生徒会入りし、三年次には生徒会長に就任していた。
苗字の由来は千葉県流山市の町名「美原」から。
宇佐美 達也
声 - 飯田利信
奈々子の父。
普段の食卓では携帯の電源を切るように奈々子を躾ける、やや硬めの性格だが、ロコドル活動には理解を示しており、ゆるキャラ運動会でのテレビ出演の際には「今日くらいかまわんよ」と食事中のメールを許したり、ロコドルサミットでは遠路応援に駆けつけたりしている。
しかし、アニメ版では完全な親バカと化しており、上記テレビ出演に際しては大喜びでケーキを買って帰り、しかも店員に奈々子を自慢した形跡がある。また、原作（小太り）よりややスリムなデザインになっている。
宇佐美 智子
声 - M・A・O
奈々子の母。旧姓は：「太田」。娘のろこどる活動に大喜びで、新聞記事を切り抜いたり、テレビを買い替えたりとやや暴走気味。
太田 翠（おおた みどり）
声 - なし
太田貢の妻。智子の義妹で奈々子にとっては義叔母。
貢の思いつきで始まったろこどるプロジェクトに行き詰まった夫を見かね、流川ガールズの衣装デザインや流川Ｔシャツの揮毫を手がけた。このため貢は妻に頭が上がらず、風呂掃除や子守りなどを課されている。
貢との間に、一年目・春時点で３歳の息子、優（すぐる）がいる。
息子ともどもアニメにも登場はしたが、台詞はなかった。
美原虎太
声 - 小川真司
縁の祖父で、原作では姓名不明な流川市の元市長。
選挙権がないとはいえ、自分の顔を知らなかった奈々子にも鷹揚に接する老紳士。基本的には和服で登場する。市長の座を退いた身でも影響力は保っており、責任者だが小役人の太田は孫の縁を徹頭徹尾「お嬢さん」呼ばわりし続けている。
縁にロコドルを勧めた張本人で、鎮や卒業後の縁を海外留学させるなど、孫たちの見聞を広めるのに積極的。しかし、菫が呆れるほどのオーバーワーク気味に縁をコキ使っている面は否定できない。
三ヶ月 加奈（みこぜ かな）
声 - 楠田亜衣奈
ゆいの妹。原作では「三ヶ月かな」とひらがなで表記される。奈々子の一学年下で、ゆいの卒業と入れ替わりに流三女子校に入学した。
流三女子のソフトボール部は、美里の出場した前年新人戦でベスト４まで進んでおり、他の強豪校が私立だったため、かなは流三女子への進学を希望していた。当初ゆいの制服を着まわすつもりが、胸元だけはだいぶ余るのに寸法は小さかったため断念している。
ソフトボール部に入部した際に、同じポニーテールだったことで美里に声をかけられ、互いにゆいの妹、奈々子のクラスメイトであることを知った。
三ヶ月 武
声 - 池田純一
原作では姓名不明なゆいの父。細目で恰幅のいい中年。
原作では1コマしか登場していない。
三ヶ月 陽子
声 - 竹下礼奈
原作では姓名不明なゆいの母。ゆいをそのまま老けさせたような外見で、この作品に登場する母親では珍しく老け顔。
原作には登場していない。
小日向（?） 鎮
縁の歳の離れた兄。既婚で海外在住。
名乗りは「縁の兄、鎮（まもる）です」で、既婚でも長男との明記がないので、小日向姓を名乗っているか不明。便宜上（?）付け。
アニメには登場せず。
梅郷 あい（うめざと あい）
声 - 小林真奈
新人声優。沙織の高校・大学時代の友人で、沙織と共に声優オーディションを受け、彼女だけ合格した。ボイスキューブ（事務所）所属。魚心くんCDのレコーディングの際に、沙織の依頼でアドバイザーとして個人的に参加した。声優としては、なかなかレギュラーを掴めないとぼやいていた。
苗字の由来は千葉県野田市の駅名「梅郷（うめさと）」から。
課長
流川市ふるさと振興課課長で係長の貢や沙織の上司。姓名は不詳。魚心くんが背負う「ムルデル君」の考案者。
立場上ろこどるプロジェクトの総責任者であるはずだが、起案や決済の説明に貢が毎回苦労するなど関心は薄い様子。また、冬用衣装としてトレーナーを勝手に発注して現場を困惑させる(ムルデル君も実際は課長の強引な後付案である)など、プロジェクトのバグ的存在でもある。
アニメには登場せず。

### 流川市外のロコドル
グラスキュート
信能町のロコドル。ロコドルサミット時点で結成2年目。メンバーは全員メガネをかけ、学生服風のコスチュームを身につけている。芸能プロ所属のタレントで「10代のユニット」と名乗ってはいるが、現役高校生は不在。5人組でデビューしたが、2人脱退し、寺ヶ崎あずきが加入して現在の編成になった。
実は近視なのは柏原ゆきだけで、あとの3人はダテ眼鏡である。メンバーの苗字は長野県上水内郡信濃町の大字や、山・岬の名前から。なお、声は原作単行本第3巻特装版収録のドラマCDが初出。テレビアニメの「ロコドルフェスタ」にも参加している。
伊勢見 りのん（いせみ りのん）
声 - 中村繪里子
リーダー。本名・伊勢見法子（のりこ）。22歳。年齢詐称については事務所の方針であり、当人は強く反対している。演じるのも観るのもアイドルが好きで、ときにアイドル論を熱く語ってはメンバーにツッコまれる。奈々子はそんな彼女の御眼鏡に適っており「あなた魅力あるから大丈夫」と太鼓判を押されている。上記のように伊達眼鏡だが「眼鏡箱」を自室に備えるほど眼鏡には愛着があり、奈々子にもかけさせたいと目論んでいる。
大学卒業と同時にグラスキュートを卒業脱退し上京。ゆいと同じ声優養成所に通っているが、原作でのゆいは信能町に同行せず、ろこどるサミットでも客席にいたため、グラスキュートとは直接の面識がない。このため、ゆいはりのんがロコドルしていることを知らず、りのんもゆいが魚心くんの中の人だとは知らなかった。
柏原 ゆき（かしわばら ゆき）
声 - 佳村はるか
通称「ユッキー」。スタイルが良く、地元では広告モデルをやっていた。公称身長169センチだが、大きすぎるとアイドルぽくないため事務所方針の逆サバで、実際は171センチ。
寺ケ崎 あずき（てらがさき あずき）
声 - 夏川椎菜
比較的最近加入した新人。ショートカットでやや幼い顔立ち。
黒姫 まなみ（くろひめ まなみ）
声 - 深川芹亜
通称「ヒメ」。キャラとしてはワガママ小悪魔系を狙っているが、実際はガサツでお笑い担当（りのん談）。りのん卒業後に新リーダーに就任した。

AWA2GiRLS（アワアワガールズ）
アニメオリジナルキャラとして登場し、後に原作にも登場した。徳波市のロコドルで前年の「ロコドルフェスタ」優勝ユニット。原作ではろこどるサミット3連覇。結成6年目。芸能プロ所属。知名度は全国レベルで、ロコドルながら単独で全国ライブツアーを組むほどの人気を誇る。しかし人気があり過ぎるが故に現在は物販などの活動への参加を大幅に制限されている。また自分達の人気が徳波市の知名度よりはるかに先行してしまったことを気にしており、地域とともに歩むロコドル活動をしている流川ガールズを羨望の眼差しで見ることもあった。羽ノ浦有希の実家の酒屋が所属する、地元「あわあわ商店街」を盛り上げる目的で結成され、ユニット名の由来も同商店街から。メンバーの苗字の由来は徳島県の自治体名、名前は阿波踊りの大手の連(グループ)の名称から。苗字と名前の最初の一文字が同じなのも特徴である。
原作の世界観でも存在していることが53話で明らかになったが、アニメではちゃんと知っていた三ヶ月かなが彼女らのことを知らず、奈々子や縁も知らなかったなど、知名度はアニメより控えめになっている。奈々子たちが知らないということは、流川ガールズが参加したろこどるサミットには参加していなかった模様。
阿南 葵（あなん あおい）
声 - 今井麻美
18歳。ユニットのリーダー。落ち着いた物腰で、時にヤンチャしがちな他2人をリードする。
なお、上記のように、流川ガールズが出場したろこどるサミットには参加していなかったが、事前に３連覇した時点では、葵ではなく羽ノ浦有希がセンターだった。
アイドルと並行で学業にも専念。有希と同じ大学に進学し、仕事の合間を縫って(有希に手伝ってもらいながらも)授業を受けている。
鶴木 つばさ（つるぎ つばさ）
声 - 黒沢ともよ
14歳。他のメンバーより年下だが、天才肌で自信家。そのせいか、挑発的な物言いをする。14歳とは思えないほどスタイルは良くて、胸の大きさはグループの中でいちばん大きい。後述の羽ノ浦有希脱退後に加入。
美馬 都（みま みやこ）
声 - 新田恵海
16歳。本人曰く、流川ガールズと「タメ（歳）」だが、基準が奈々子なのか縁なのかは不明。初めてのステージでファンになり、初めて見た有希のダンスを完全コピー出来る程にダンスが得意。物言いが率直すぎて、言葉足らずになりがちである。負けず嫌いな性格で、ロコドルフェスタを通じて流川ガールズ、特に奈々子を意識しだした模様。原作でも奈々子の『愛される素質』を直感で見抜いている。
羽ノ浦 有希（はのうら うき）
声 - 豊崎愛生
第一期メンバー。現在18歳。AWA2 Girlsは彼女と葵のユニットでスタートした。都加入後は3人組で活動、その活動の中で己の未熟さを知って、本当の意味で街を盛り上げる為に学業に専念する事を決意して脱退。

日立木 たま子（にったき たまこ）
南相摩のロコドル。のんびりした雰囲気と口調だが歌唱力は圧倒的。人前で歌うのが大好きでのど自慢大会の優勝常連だったが、優勝が続いたせいで出入り禁止となった過去がある。ステージアクトは行わず、スタンドも使わずに、マイクを両手で握って目を閉じ独唱するスタイルで、パフォーマンスのできる性格でもないため、ろこどるサミットには参加しなかった。流川ガールズを東京のロコドルと勘違いしていた。のちに地元のモデル系芸能事務所に所属し、沙織の減量アドバイスもあって容姿が一変した。
苗字の由来は、流山市の姉妹都市である福島県相馬市にある駅の名前及び市域の一部の旧村名である「日立木」（日立木駅・日立木村）から。
アニメには登場せず。
豊四季 そら（とよしき そら）
声 - 井坂瞳
栢(かや)市のロコドル。流三女子校新1年生で、三ヶ月かなのクラスメイト。ロコドルとしてはデビューしたてで、目下の仕事はインターネットラジオのレギュラーのみ。礼儀正しく、奈々子にも敬意を表するも物言いは割と率直。学校での奈々子があまりにも「普通」であることを指摘するが、1周年ライブでのステージには感銘を受けていた。奈々子曰く、「（体型が）細くて制服着ててもオーラがある」。彼女に比べて奈々子は、自身があまりにも普通で、先輩として何もアドバイスできないことに少なからず動揺した。
苗字の由来は千葉県柏市の町名「豊四季」から。
単行本5巻のあとがきでは、流川ガールズではなく豊四季そらを主人公とする別案があった事が作者によって明かされている。
カレワニ
そらの町のゆるキャラ。頭に枯れ葉を乗せたワニの姿をしている。ちなみに柏市に、枯葉でなく柏の葉を乗せたよく似たゆるキャラがいる。

## 用語
流川市（ながれかわし）
物語の舞台となる街。市の中心部を川が流れる。特産品はみりん。市章はNagarekawaのN（大文字）の中心に長い縦棒を一本加え、三本の縦棒で川の字を模したもの（モデルとなった流山市の市章は山の字の中心に縦棒）。丸で囲っているコマも見られる。
周辺の市町村に比べ、これといったインパクトのある特産品や観光名所が無く、若者の流出が顕著で、子供と年寄りが多い「ひょうたん型」人口構成が懸案である。
モデルは千葉県流山市で、作品中そこかしこに現地モチーフの風景が出てくるほか、登場人物の苗字の大半は流山市や隣接自治体の地名である。なお流川市と流山市はアニメ放送中の2014年9月に業務提携を行っている。
アイドル町おこし計画
アニメでは流川市ロコドルプロジェクト。上記の人口問題を解決すべく立ち上げた市主導の地元アイドル（ろこどる）プロジェクト。実質的にはゆるキャラプロジェクト（後の魚心くん）も含む。その後、合理化によりロコドルプロジェクトがゆるキャラプロジェクトに吸収されている。
起案は奈々子の叔父・ふるさと振興課係長の太田だが、実は一人一案ノルマのアイデア出しに悩んだあげくの苦し紛れの発案で、当の太田自身が通ると思っていなかった案が思いがけず採用されてしまい、スタート時点では実質ノープランであったと、後に沙織に打ち明けている。一方、ゆるキャラプロジェクトは太田の前任係長の起案によるもので、当初、太田はその存在を知らなかった。市側の期待に比べて予算は非常に乏しく、アイドルオーディションの予算は市議会の審議を通るめどが立たないと断念、元市長の孫・縁と、太田の姪・奈々子という縁戚採用となった。第１話の水着衣装やその後の広告入りTシャツも予算不足に起因する太田の窮余の策で、その後に出来上がった半袖コスチュームは、予算や権利関係のリスク回避の理由から、太田の妻がデザインを手がけている。後に冬服のデザイン案を奈々子が手がけた。アニメ版のロコドルフェスタにおける衣装は沙織のデザイン・製作だが、原作で登場した際は「へそ出し」が問題視されて太田に却下され、途中参加のためスタート時の内情を知らない沙織は「水着ステージやらせておいて今さらですか」と太田に詰め寄った。
プロジェクトメンバーも当初は作中でも太田以外に見当たらない。後に沙織が志願し、現場を任せてからは、太田の最重要業務は「課長の無茶振りから奈々子たちを守ること」である。太田自身、前任係長からの引き継ぎがまともになされておらず、そのあまりのお役所体質は沙織を呆れさせた。
そもそも市役所にアイドルやゆるキャラのノウハウが無いのは目に見えており、アイドルといいながら害虫駆除や高層ビルの窓拭きをレポートさせたり、魚心くんの着ぐるみが小さすぎる（ゆい曰く、なんでこんなに小さく作ったっすかね）と、綻びが目立つ。
太田自身も最初は乗り気で無かったのか、「まあ、テキトーに」が口癖だったが、それが奈々子の性格上、火をつけることになり、当初の目論見以上に評価に値するプロジェクトになったことを太田は認めている。
流川線
流川市内を走る鉄道路線。流鉄流山線（流山駅と車両）と東武野田線（運河駅周辺）がモデルとされ、2015年9月には流鉄と本作とのコラボ企画が実施されている。
魚心くん（うおごころくん）
流川市のゆるキャラ。市内の川で取れたオイカワ（ムルデル君。名は流川運河（モデルは利根運河）を設計したお雇い外国人のムルデルから）を背負った水滴の精霊で、「水魚ノ交」（すいぎょのまじわり）の名札を付けて三叉の銛を持っている。ただし、本体はムルデル君で、着ぐるみ部分の精霊は依代（オプション）である。デザインは太田の前任の係長によるラフスケッチに、ふるさと振興課課長がオイカワを描き加えたもの。プロのデザイナーを起用しなかったのは、権利関係で問題が起きることを恐れてのお役所判断だった。
着ぐるみの重量は約5キログラム。頸部から上の取り外しが可能で、ゆいやみらいはそこから中に入る。音声機器・銛・ムルデル君まで含めた総重量は13kgに達し、奈々子達が寒さに震える気候でも中のゆいが汗だくになるほど、内部は暑い。寸法的に中の人は146cm以下であることが求められるが、第3巻裏表紙の画像では、ゆいとみらいのサイズなら2人で入ってまだ余裕がある。
全国ゆるキャラ大運動会用に、音声機器を外した軽量化版が作成されたことで、その後2人体制となった。時給は流川ガールズよりちょっと高い。
2013年11月22日、本作の特設サイトが開設となり、それと同時に魚心くんの着ぐるみの制作が企画され、同日発売の『まんが4コマぱれっと』2014年1月号では作者の小杉の描きおろしによる着ぐるみの三面図、開発設計図が掲載された。着ぐるみは等身大で、全長189センチメートル、横幅135センチメートルの大きさで制作。2014年3月開催の『AnimeJapan2014』ではゆい役の吉岡がこれを着て作品のPRを行った。また着ぐるみの制作でゆるキャラグランプリ2014へのエントリーが可能となり、企業・その他部門に出馬し18位、総合順位では82位となった。
2014年10月13日に開催された流山キッコーマンのイベント「流山白味醂200周年祭」に出演している。
流川第三女子高校（ながれかわだいさんじょしこうこう）
略称は流三女子（りゅうさんじょし）。主要登場人物が通う高校で、流川市内では唯一の女子校。男性絡みのスキャンダルが発生するのを懸念した太田の判断で、人員はこの学校から集められている。
ブレザー型の制服で、1年生（奈々子・みらい）は青、2年生（縁）は赤、3年生（ゆい）は緑とネクタイの色が学年ごとに分けられている。撮影後に私服で帰ろうとしたら縁とゆいが親子（奈々子は姉）に間違えられ、鷹揚な2人でもショックに沈んで以来、市役所への通勤や撮影場所への移動時には流三女子の制服着用ということになったが、卒業したゆいには私服通勤が解禁された。
生徒会長は学内選挙を行わずに生徒会の内々で決定され、役員も自薦他薦で採用される。生徒会長の菫は縁を通じて、奈々子にロコドル業を続けたまま生徒会に迎え入れ「歌う生徒会長」と祭り上げようと画策したが、本人が「（生徒会に興味は）ないです」と断ったため沙汰止みとなっている。
全国ゆるキャラ大運動会
正式タイトルは「全国版!ゆるキャラだらけの大運動会」。一堂に会した全国のゆるキャラが各種競技でグランプリを競うイベント。種目は一対一の格闘（相撲）や綱引き、障害物競走などで、付き添い（バーター）のロコドルには地元のアピールタイムが手配される。大会内容は後日、全国ネットのゴールデンタイムにテレビ放送される。
登場したゆるキャラ（テロップで所属が表示された者のみ）
たまホッシーくん
丹北市代表。優勝キャラ。もともとのデザインは顔のある星が描かれた丸いパーツから両腕と胸から下が生えているものだったが、大会用に丸パーツが完全に頭部となり、中には国体レベルの運動神経を持つマッチョを入れた、奈々子曰く「大人気ない」改造がなされた。
予選を独走で勝ち抜き、決勝でも強さを誇示したが、迎えた魚心くんとの勝負では、魚心くんの宙返りからのボディプレスで頭部が外れ、中の人が見えてしまい敗北。しかし、残りの競技を圧勝し続けていたため、そのまま優勝した。戦い終わって疲れ果て寝ていたゆいを、様子見に来た中の人は「機会があったら流川市に行ってみる」と言い残し爽やかに立ち去っている。原作44話（単行本では4巻ページ左上のコマ）で流川市を訪れ、元のデザインの着ぐるみと共に流川ガールズ一周年記念ライブに来場した。その後に、ステージのゲストとしてパワーアップ＆普通の着ぐるみの二人組で登場、一緒にステージと客席を盛り上げた
アニメでは丹北市名物というフンドシ姿の黒肌マッチョ衆（音頭取りのみ白肌マッチョ）を引き連れ、暑苦しいまでのパフォーマンスを行った。魚心くんには一敗するも原作どおりの強さを見せつけ優勝している。後のロコドルフェスタ前夜祭には元のデザインの着ぐるみと共に流川市ブースの応援に駆けつけ、中の人は本番ライブでも客席で、野田たちとともに流川ガールズを応援していた。
パン太郎
西白浜市代表。短足気味のジーンズの上からパンダが顔を覗かせているようなデザイン。食パンを持っているが、武器だったようで魚心くんとの対戦前に手放した。相撲で魚心くんと対戦するも、つかみどころのない魚心くんを捕らえられずにひっくり返り、パンダ頭が外れての敗退。
ギョロ山くん
山岳市代表。顔のある山の模型から手足が生えているデザインで、障害物競走に出場するもスタート直後に転倒し、起き上がれずにそのままギブアップした。
伊達めが姉
千代田市代表。女体化した伊達政宗に眼鏡をかけさせたデザイン。眼帯が開閉でき、そこから中の人は手を出せるのだが、手が見えてしまい失格となった。
原作では中の人が女性であることが発覚した。中の人である彼女の容姿から、アニメ12話の応援席で、たまホッシー君の中の人と一緒に流川ガールズを応援していたのは、彼女だと思われる。
蘭堂セル
猫山市代表。半ズボンをはいてランドセルを背負った子供で、頭部が猫になっている。魚心くんとは綱引きで対戦することになり、両手が自由な分有利と思われたが、デザインは子供なのに中の人が高齢だったため、綱を持とうとしゃがんだところでぎっくり腰（原作では体調不良による嘔吐）を起こし棄権した。
蘭堂セル戦まで、ほとんど対戦相手の自滅・棄権で勝ち抜いたことで、スタッフの間で魚心くんには「流川市の蒼い死神」という不名誉なあだ名がついた。
信能町（しなのまち）
グラスキュートが活動する街。モデルは長野県上水内郡信濃町。信濃町は作品の舞台･流川市のモデルである流山市と姉妹都市の関係にある。
ロコドルフェスタ
アニメに登場する、全国のロコドルたちが集うイベント。愛知県名古屋市内のホールで開催。フェスタ前日はロコドルの宣伝を兼ねた「愛・地域物産展」が名古屋城近くの広場で行われる。
原作でのろこどるサミットに相当する。

## 書誌情報
- 小杉光太郎『普通の女子校生が【ろこどる】やってみた。』 一迅社〈4コマKINGSぱれっとコミックス〉、全10巻
  1. 2013年1月22日発売[10]、ISBN 978-4-7580-8165-8
  2. 2014年2月22日発売[11][12]、ISBN 978-4-7580-8193-1
  3. 2014年7月31日発売[13]、ISBN 978-4-7580-8214-3
    - ドラマCD付き特装版[14] ISBN 978-4-7580-8215-0

  4. 2015年7月22日発売[15]、ISBN 978-4-7580-8241-9
    - ドラマCD付き特装版[16] ISBN 978-4-7580-8242-6

  5. 2016年7月22日発売[17]、ISBN 978-4-7580-8264-8
    - ドラマCD付き特装版[18] ISBN 978-4-7580-8265-5

  6. 2017年11月22日発売[19]、ISBN 978-4-7580-8290-7
    - ドラマCD付き特装版[20] ISBN 978-4-7580-8291-4

  7. 2019年1月22日発売[21]、ISBN 978-4-7580-8317-1
    - 小冊子付き特装版[22] ISBN 978-4-7580-8318-8

  8. 2020年3月23日発売[23]、ISBN 978-4-7580-8340-9
    - 小冊子付き特装版[24] ISBN 978-4-7580-8341-6

  9. 2021年1月25日発売[25]、ISBN 978-4-7580-8360-7
    - 特装版[26] ISBN 978-4-7580-8361-4

  10. 2022年4月21日発売[27]、ISBN 978-4-7580-8379-9
- 『普通の女子校生が【ろこどる】やってみた。』コミックアンソロジー 一迅社〈DNAメディアコミックス〉、既刊2巻
  1. 2014年8月25日発売[28]、ISBN 978-4-7580-0817-4
  2. 2014年9月25日発売[29]、ISBN 978-4-7580-0823-5

## アニメ

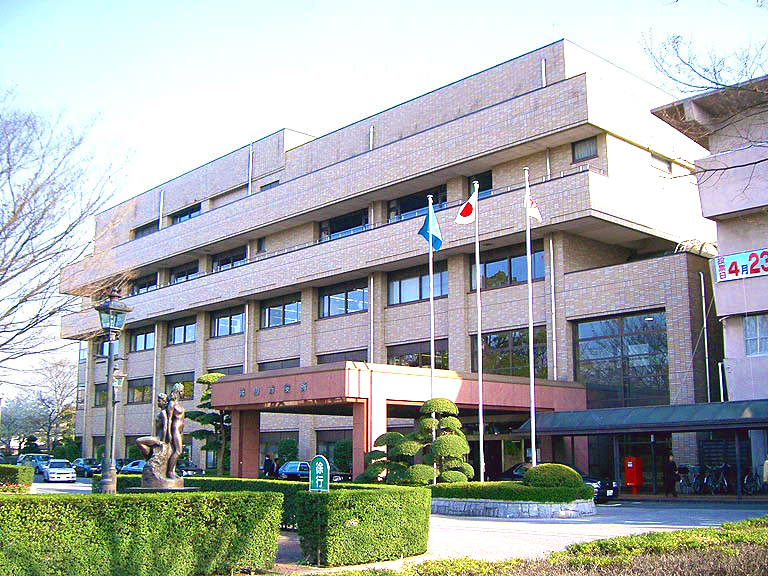
オープニングの最後に登場する「流川市役所」のモデルである流山市役所

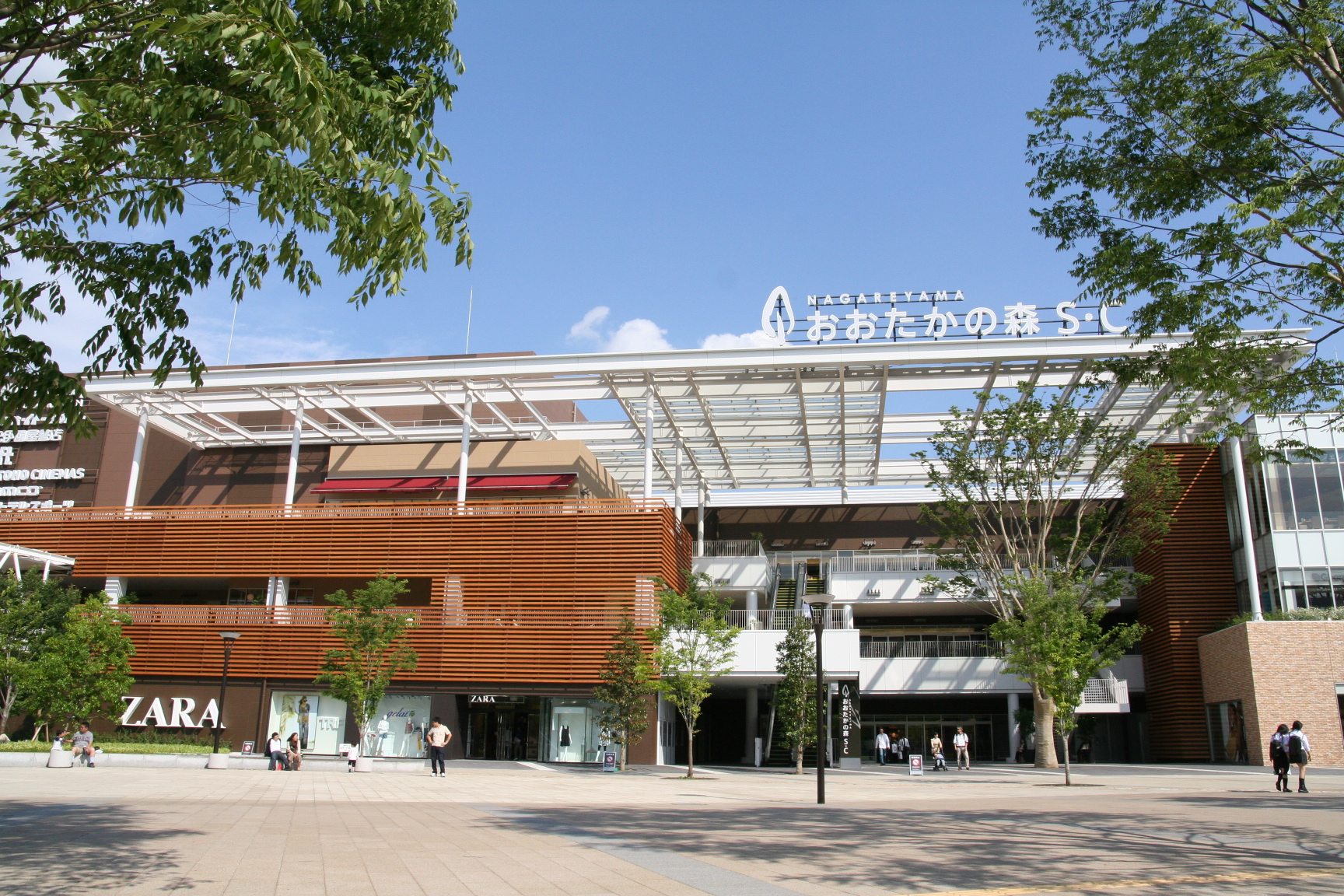
第1話に登場する「流川おおわしの森 S・C」のモデルである流山おおたかの森 S・C

2014年7月から同年9月にかけて全12話が放送された。タイトルは原作と同じだが、ロゴは「[LocoDol]」と大きく描かれている。
原作と同様に千葉県流山市をモデルとした風景や建物が登場する。2014年8月9日に開催されたTBSアニメフェスタ2014のスペシャルステージにはメイン担当声優9人が登壇し、最新PVの公開やトーク、魚心くんの着ぐるみとのライブなどを行った。BD&DVD第1巻収録の第13話は2015年4月5日1時30分 - 2時にBS-TBSで、同年9月18日1時30分 - 2時にはTBSチャンネル2でそれぞれ放送された。
2015年6月には新作OVAの制作が発表された。同年9月のイベントでは、この新作OVAが全2話（巻）構成・テレビシリーズの後日談であること、同年末にTBS・BS-TBSで放送予定であることなどが追加発表され、同年12月25日にはOVAクリスマススペシャル「みんなでお祝いしてみた。」が放送された。
2016年12月21日にはテレビシリーズ全12話とOVAを収録したBD-BOXが発売された。

### アニメから原作へのフィードバック
監督の名和が、奈々子の「普通の女子校生」の部分をより強調すべく、奈々子の交友関係を描写するために配置したのが、野田硝子、柏葉さつき、水元美里の3人である。野田、さつきに相当するキャラクターはすでに原作第4話に登場していたが、この時点では名も無き友人であった。そこにキャラクターのバランスを考えて3人組を構想した綾奈が、原作に見切れていた「いい感じのポニーテール」（後の美里）を加えて原作者の小杉に詳細なキャラクター設定と名付けを依頼し、完成したのがこの3人である。それ以降、原作においてもこの3人は重要性を増し、改めて名乗りを入れると共に登場回数も大幅に増えている。
AWA2GiRLSについては、BD/DVDの付録において小杉による4コママンガに描かれたことはあったが、後に登場した豊四季そらがろこどるを目指したきっかけとして、正式に原作の世界観に加えられた。

### エピソード
監督の名和とシリーズ構成・綾奈は、アニメ版のエピローグに際して奈々子の成長を見せるため、全国のろこどるが集結するイベントを考え、これがロコドルフェスタになったが、原作者の小杉も同じ発想でロコドルサミットを構想しており、これは偶然の一致である。綾奈は、流川ガールズとの対比としてAWA2GiRLSを構想した。公式設定ではないが、デビューの経緯やメンバーの推移、登場しない旧メンバーの設定まで行っている。なお、この時点で原作にグラスキュートは登場していなかったが、原作への登場後には綾奈の意向で急遽アニメにも登場した。ただし、日立木たま子の原作登場時にはすべてのシナリオが脱稿しており、登場は叶わなかった。
本作はアフレコ時に色つきで絵がほぼ完成しており、コンテ撮りや原画撮りではなかったことが、BD第3巻のオーディオコメンタリーで語られている。
シリーズ構成の綾奈は本作のシナリオ発注にあたり、アイドルものに定評のある髙橋龍也に声をかけたところ、ちょうど彼もアイドルものの企画を受けており、綾奈がそちらを手伝う交換条件でシナリオを請け負った。この時期に髙橋がシリーズ構成を担当し、綾奈も参加しているアイドルものということから、この作品は『アイドルマスター シンデレラガールズ』であることがうかがえる。
シナリオの村上桃子は、かつて芸能プロダクションでアイドルのマネージャーをしていた経験を持つ。

### スタッフ
- 原作 - 小杉光太郎（まんが4コマぱれっと/一迅社）[1]
- 監督 - 名和宗則[1]
- シリーズ構成 - 綾奈ゆにこ[1]
- キャラクターデザイン・総作画監督 - 清水祐実[1]
- サブキャラクター・プロップデザイン - 立田眞一
- 美術監督 - 本多敬
- 美術設定 - 中村嘉博
- 色彩設計 - 田川沙里
- 撮影監督 - 小池里恵子
- 編集 - 平木大輔
- 音響監督 - 吉田知弘
- 音響制作 - ダックスプロダクション
- 音楽 - 長谷川智樹
- 音楽プロデューサー - 植村俊一
- 音楽制作 - 日本コロムビア
- プロデューサー - 田中豪、岩﨑篤史、八木仁（テレビシリーズ） → 北條真（OVA）、兼光一博、井熊勝博、石塚正俊（テレビシリーズ） → 新井恵介（OVA）、有馬茂晃、山口賢治（テレビシリーズ） → 細田成樹（OVA）、中山佳子、川﨑とも子
- アニメーションプロデューサー - 瀧ヶ崎誠（テレビシリーズ） → 吉田啓祐（OVA）
- アニメーション制作 - feel.[1]
- 製作協力 - オーバーラップ、日本コロムビア、アイオウプラス、一迅社、ソニー・ミュージックコミュニケーションズ、第一興商、ダックスプロダクション、ドコモ・アニメストア、FCC
- 製作 - 流川市ふるさと振興課、TBS

### 主題歌
テレビシリーズ
オープニングテーマ「ミライファンファーレ」
作詞 - 辻純更 / 作曲・編曲 - 三浦誠司 / 歌 - 流川ガールズ
エンディングテーマ「未来少女たち」
作詞 - Mio Aoyama / 作曲 - 松浦勇気 / 編曲 - 宮崎誠
歌（第1話・第2話） - 流川ガールズ
歌（第3話 - 第6話） - 宇佐美奈々子（伊藤美来）、小日向縁（三澤紗千香）、三ヶ月ゆい（吉岡麻耶）
歌（第7話 - 第13話） - 宇佐美奈々子（伊藤美来）、小日向縁（三澤紗千香）、三ヶ月ゆい（吉岡麻耶）、名都借みらい（水瀬いのり）
挿入歌
「あぁ流川」（第1話・第12話）
作詞・作曲 - 山田智和 / 編曲 - 住谷翔平 / 歌 - 流川ガールズ
「魚心くんソング」（第3話・第4話・第6話・第8話）
作詞・作曲 - 武田城以 / 編曲 - 滝澤俊輔 / 歌 - 流川ガールズ
「流川ガールズソング」（第12話）
作詞 - 桜アス恵 / 作曲・編曲 - 滝澤俊輔 / 歌 - 流川ガールズ

OVAシリーズ
オープニングテーマ「レインボーバトン」（Vol.1、Vol.2）
作詞 - 三浦誠司 / 作曲 - 中村瑛彦 / 編曲 - 板垣祐介 / 歌 - 流川ガールズ
エンディングテーマ「聖なる夜に」（Vol.1）
作詞・作曲 - 三浦誠司 / 編曲 - 滝澤俊輔 / 歌 - 宇佐美奈々子（伊藤美来）、小日向縁（三澤紗千香）、三ヶ月ゆい（吉岡麻耶）、名都借みらい（水瀬いのり）
エンディングテーマ「青春Say Cheese！」（Vol.2）
作詞 - 三浦誠司 / 作曲 - 森谷康昭（SUPA LOVE） / 編曲 - 宮崎誠 / 歌 - 宇佐美奈々子（伊藤美来）、小日向縁（三澤紗千香）、三ヶ月ゆい（吉岡麻耶）、名都借みらい（水瀬いのり）
劇中歌「ミス・マーメイド -The Myth Mermaid-」（Vol.1、Vol.2）
作詞 - 三浦誠司 / 作曲・編曲 - 藤末樹 / 歌 - AWA2GiRLS［阿南葵（今井麻美）、鶴木つばさ（黒沢ともよ）、美馬都（新田恵海）］
挿入歌「あぁ流川」（Vol.2）

### 各話リスト
| 話数   | サブタイトル                 | シナリオ   | コンテ          | 演出           | 作画監督                                                   | 総作画監督        |
| ------ | ---------------------------- | ---------- | --------------- | -------------- | ---------------------------------------------------------- | ----------------- |
| 第1話  | 【ろこどる】はじめてみた。   | 綾奈ゆにこ | 名和宗則        | ふじいたかふみ | 山本篤史、高原修司 佐藤元昭                                | 清水祐実          |
| 第2話  | 遊びに行ってみた。           | 綾奈ゆにこ | 麦野アイス      | 大宅光子       | 片岡千春、針場裕子 藪田裕希                                | 湯川純            |
| 第3話  | 着てみた。脱いでみた。       | 髙橋龍也   | 宮﨑なぎさ      | ふじいたかふみ | 今田茜、室山祥子 山本彩、田頭沙織 金井裕子                 | 枡田邦彰 山崎正和 |
| 第4話  | マネージャーとかついてみた。 | 村上桃子   | 田所修          | 平峯義大       | 桜井正明、高原修司 山本篤史                                | 岩本里奈          |
| 第5話  | ビッグな目標立ててみた。     | 髙橋龍也   | こでらかつゆき  | 湖山禎崇       | 大谷道子、﨑口さおり                                       | 湯川純            |
| 第6話  | ゆるキャラ集めてみた。       | 村上桃子   | 山本天志        | 嵯峨敏         | 佐藤元昭、重本和佳子 山崎正和                              | 枡田邦彰 山崎正和 |
| 第7話  | いろいろ増えてみた。         | 綾奈ゆにこ | こでらかつゆき  | 大宅光子       | 片山千春、手島典子                                         | 湯川純            |
| 第8話  | 勇気をだして、呼んでみた。   | 村上桃子   | 宮崎なぎさ      | 平峯義大       | 近藤優次、松本朋之                                         | 岩本里奈          |
| 第9話  | ワガママ言ってみた。         | 綾奈ゆにこ | こでらかつゆき  | 湖山禎崇       | 﨑口さおり、藪田裕希 針場裕子                              | 湯川純            |
| 第10話 | 4人の力でやってみた。        | 髙橋龍也   | 田所修          | ふじいたかふみ | 山本篤史、重本和佳子 高原修司                              | 枡田邦彰 山崎正和 |
| 第11話 | ロコドル集めてみた。         | 髙橋龍也   | こでらかつゆき  | 大宅光子       | 片岡千春、手島典子 梶浦紳一郎                              | 湯川純            |
| 第12話 | 【ろこどる】やってみた。     | 綾奈ゆにこ | 田所修 佐藤篤志 | 平峯義大       | 岩本里奈、佐藤篤志 重本和佳子、山本篤志 高原修司、清水祐実 | 岩本里奈          |
| 第13話 | 流川、案内してみた。         | 村上桃子   | こでらかつゆき  | 嵯峨敏         | 﨑口さおり、藪田裕希 針場裕子                              | 湯川純            |

| 巻数  | サブタイトル             | シナリオ   | コンテ         | 演出           | 作画監督                                       | 総作画監督 | 発売日        |
| ----- | ------------------------ | ---------- | -------------- | -------------- | ---------------------------------------------- | ---------- | ------------- |
| Vol.1 | みんなでお祝いしてみた。 | 髙橋龍也   | 島津裕行       | ふじいたかふみ | 佐藤元昭、山本篤史 辻上彩華                    | 清水祐実   | 2016年3月23日 |
| Vol.2 | PV 作ってみた。          | 綾奈ゆにこ | こでらかつゆき | ふじいたかふみ | 清水祐実 佐藤元昭、山本篤史 山﨑正和、枡田邦彰 | 清水祐実   | 2016年6月22日 |

### 放送局
| 放送期間                                        | 放送時間                                | 放送局         | 対象地域・備考                                                       |
| ----------------------------------------------- | --------------------------------------- | -------------- | -------------------------------------------------------------------- |
| 2014年7月4日 - 9月19日                          | 金曜 2:16 - 2:46（木曜深夜）            | TBSテレビ      | 関東広域圏 / 製作局 字幕放送 / 連動データ放送 作品の舞台地（千葉県） |
| 2014年7月7日 - 9月22日                          | 月曜 1:00 - 1:30（日曜深夜）            | サンテレビ     | 兵庫県                                                               |
| 2014年7月11日 - 9月26日                         | 金曜 3:26 - 3:56（木曜深夜）            | CBCテレビ      | 中京広域圏                                                           |
| 2014年7月12日 - 9月27日                         | 土曜 22:30 - 23:00                      | TBSチャンネル1 | CS放送 / リピート放送あり                                            |
| 2015年9月10日 - 9月18日                         | 火 - 土曜 1:30 - 2:30（月 - 金曜深夜）  | TBSチャンネル2 | CS放送 / 2話ずつ、2015年9月18日は第13話を放送                        |
| 2014年7月13日 - 9月28日、 2015年4月5日          | 日曜 1:30 - 2:00（土曜深夜）            | BS-TBS         | BS放送 / 2015年4月はスペシャル番組として第13話を放送                 |
| 2015年1月21日 - 3月25日、 2015年4月1日 - 4月8日 | 水曜 21:00 - 21:30、 水曜 23:00 - 23:30 | AT-X           | CS放送 / リピート放送あり、 第11話・第12話は水曜 23:00からに時間変更 |

| 配信期間        | 配信時間                   | 配信サイト         | 備考                  |
| --------------- | -------------------------- | ------------------ | --------------------- |
| 2014年7月15日 - | 火曜 12:00 更新            | dアニメストア      | 製作協力 / 13話も配信 |
|                 |                            | GYAO!              |                       |
|                 |                            | ニコニコチャンネル |                       |
|                 | 火曜 22:00 - 22:30         | ニコニコ生放送     |                       |
| 2014年7月30日 - | 水曜 0:00（火曜深夜） 更新 | バンダイチャンネル |                       |

| 放送期間       | 放送時間                     | 放送局         | 対象地域   | 備考                                     |
| -------------- | ---------------------------- | -------------- | ---------- | ---------------------------------------- |
| 2015年12月25日 | 金曜 2:36 - 3:06（木曜深夜） | TBSテレビ      | 関東広域圏 | 製作局 / 字幕放送 作品の舞台地（千葉県） |
|                | 金曜 3:30 - 4:00（木曜深夜） | CBCテレビ      | 中京広域圏 |                                          |
|                | 金曜 23:30 - 土曜 0:00       | サンテレビ     | 兵庫県     |                                          |
| 2015年12月26日 | 土曜 1:30 - 2:00（金曜深夜） | TBSチャンネル1 | 日本全域   | CS放送                                   |
| 2015年12月27日 | 日曜 1:30 - 2:00（土曜深夜） | BS-TBS         | 日本全域   | BS放送                                   |

| 放送期間      | 放送時間                     | 放送局    | 対象地域   | 備考                                     |
| ------------- | ---------------------------- | --------- | ---------- | ---------------------------------------- |
| 2017年3月31日 | 金曜 2:30 - 3:00（木曜深夜） | TBSテレビ | 関東広域圏 | 製作局 / 字幕放送 作品の舞台地（千葉県） |

| TBS 金曜 2:16 - 2:46（木曜深夜）枠 | TBS 金曜 2:16 - 2:46（木曜深夜）枠        | TBS 金曜 2:16 - 2:46（木曜深夜）枠 |
| 前番組                             | 番組名                                    | 次番組                             |
| ---------------------------------- | ----------------------------------------- | ---------------------------------- |
| 僕らはみんな河合荘                 | 普通の女子校生が 【ろこどる】やってみた。 | 甘城ブリリアントパーク             |

### 関連商品

#### BD / DVD
| 巻  | 発売日         | 収録話               | 規格品番  | 規格品番  |
| 巻  | 発売日         | 収録話               | BD        | DVD       |
| --- | -------------- | -------------------- | --------- | --------- |
| 1   | 2014年9月24日  | 第1話、第13話（OVA） | OVXN-0011 | OVBA-1022 |
| 2   | 2014年10月29日 | 第2話 - 第3話        | OVXN-0012 | OVBA-1023 |
| 3   | 2014年11月26日 | 第4話 - 第5話        | OVXN-0013 | OVBA-1024 |
| 4   | 2014年12月24日 | 第6話 - 第7話        | OVXN-0014 | OVBA-1025 |
| 5   | 2015年1月28日  | 第8話 - 第9話        | OVXN-0015 | OVBA-1026 |
| 6   | 2015年2月25日  | 第10話 - 第11話      | OVXN-0016 | OVBA-1027 |
| 7   | 2015年3月25日  | 第12話               | OVXN-0017 | OVBA-1028 |
| BOX | 2016年12月21日 | 第1話 - 第13話       | OVXN-0020 | -         |

| 巻 | 発売日        | 収録話                   | 規格品番  | 規格品番  |
| 巻 | 発売日        | 収録話                   | BD        | DVD       |
| -- | ------------- | ------------------------ | --------- | --------- |
| 1  | 2016年3月23日 | みんなでお祝いしてみた。 | OVXN-0018 | OVBA-1036 |
| 2  | 2016年6月22日 | PV作ってみた。           | OVXN-0019 | OVBA-1038 |

#### CD
| 発売日        | タイトル                                                                                     | 規格品番                                            |
| ------------- | -------------------------------------------------------------------------------------------- | --------------------------------------------------- |
| 2014年7月30日 | ミライファンファーレ/未来少女たち                                                            | COCC-16911（TYPE-A） COCC-16912（TYPE-B）           |
| 2014年8月27日 | 「普通の女子校生が【ろこどる】やってみた。」ヴォーカル・アルバム 〜ろこどる課外活動報告〜    | COCX-38721                                          |
| 2014年9月24日 | 「普通の女子校生が【ろこどる】やってみた。」ヴォーカル・アルバム 〜アイドル、やってます!〜   | COZX-970/1（DVD付初回限定盤） COCX-38735（通常盤）  |
| 2014年9月24日 | 「普通の女子校生が【ろこどる】やってみた。」オリジナル・サウンドトラック 〜わが街、流川〜    | COCX-38736                                          |
| 2015年8月19日 | 普通の女子校生が【ろこどる】やってみた。ソング&ドラマアルバム〜いつでも元気！ななちゃんと…〜 | COCX-39224                                          |
| 2015年8月19日 | 普通の女子校生が【ろこどる】やってみた。ソング&ドラマアルバム〜のんびり屋のゆかりさんと…〜   | COCX-39225                                          |
| 2016年2月24日 | 普通の女子校生が【ろこどる】やってみた。ソング&サントラアルバム 〜ウィンター&スプリング〜    | COCX-39388                                          |
| 2016年7月13日 | 「普通の女子校生が【ろこどる】やってみた。」ミュージック・アルバム〜夏の思い出作ってみた。〜 | COZX-1176-7（DVD付初回限定盤） COCX-39576（通常盤） |

#### 書籍
- 『TVアニメ「普通の女子校生が【ろこどる】やってみた。」公式ファンブック』 一迅社 2014年12月13日発売、ISBN 978-4-7580-1417-5

### 流川シティチャンネル
YouTubeのTBS公式チャンネルにて配信されているPR番組。2014年5月9日に第0回が配信された後、同年5月30日より6月27日まで隔週金曜日に配信。全3回。出演は伊藤美来（宇佐美奈々子役）と三澤紗千香（小日向縁役）。
7月4日からは『新・流川シティチャンネル 〜伊藤美来が【宣伝本部長】やってみた。〜』にリニューアルし、10月3日まで毎週金曜日に配信された。全14回。出演は伊藤1人のみに変更されている。

## イベント
2014年2月23日、単行本第2巻の発売を記念して、AKIHABARA SIXTEENにてイベントを開催。宇佐美奈々子役の伊藤美来、小日向縁役の三澤紗千香によるトークショーなどが行われた。
同年3月22日、「AnimeJapan 2014」のオープンステージにて、本作のイベントが開催され、宇佐美奈々子役の伊藤美来と小日向縁役の三澤紗千香が登場している。

### タイアップ
流鉄
開業100周年記念プロジェクトの一環として、2015年9月19日より5000形電車2編成に本作のヘッドマークを装着（5001編成（「流馬」）：ゆかり号、5005編成（「なの花」）：ななこ号）、キャラクターによる車内アナウンスや一日乗車券の発売も実施している。本作のテレビアニメとのコラボレートである。